# Kinokawa
Kinokawa (紀の川市 -shi) é uma cidade japonesa localizada na província de Wakayama.
Em 2003 a cidade tinha uma população estimada em 67 269  habitantes e uma densidade populacional de 294,7 h/km². Tem uma área total de 228,24 km².
A cidade foi criada em 11 de Novembro de 1995 por intermédio da fusão das vilas Kishigawa, Kokawa, Momoyama, Naga and Uchita pertencentes ao distrito de Naga (distrito).